# Chassagne
Chassagne é uma comuna francesa na região administrativa de Auvérnia-Ródano-Alpes, no departamento Puy-de-Dôme. Estende-se por uma área de 16,14 km². Em 2010 a comuna tinha 78 habitantes (densidade: 4,8 hab./km²).